# 鍛冶俊樹
鍛冶 俊樹（かじ としき、1957年 - ）は、日本の軍事ジャーナリスト。

## 来歴
広島県出身。1983年3月、埼玉大学教養学部卒業後、同年4月、航空自衛隊に入隊。主に情報通信関係の将校として11年間勤務。 1994年、一等空尉で退職後、評論活動に入る。1995年、第1回読売論壇新人賞佳作入選（「日本の安全保障の現在と未来」に対して）。2011年、メルマガ「鍛冶俊樹の軍事ジャーナル」が「メルマ！ガ　オブ　ザイヤー2011」審査員特別賞を受賞。2012年、アパグループ主催の「真の近現代史観」懸賞論文にて「文化防衛と文明の衝突」が第五回最優秀藤誠志賞の佳作として入賞。

## 著書
- 『小説・東アジア覇権戦争』片柳仙吉共著、テイアイエス、1999年
- 『エシュロンと情報戦争』文春新書、文藝春秋、2002年
- 『戦争の常識』文春新書、文藝春秋、2005年
- 『総図解 よくわかる第二次世界大戦』倉山満共著、新人物往来社、2011年
- 『国防の常識』角川学芸出版、2012年
- 『領土の常識』角川学芸出版、2013年
- 『超図解でよくわかる! 現代のミサイル』（監修）、綜合図書、2013年
- 『イラスト図解 戦闘機』（監修）、日東書院本社、2014年
- 『図解大づかみ 第二次世界大戦』倉山満共著、KADOKAWA/中経出版、2015年

## 出演番組

### インターネット動画配信
- 花田編集長の右向け右（言論テレビ） - 2015年3月27日
- 夜桜 金曜は眠らナイト（日本文化チャンネル桜）- 2017年10月 -
- 真相はこうだ!桜便り（日本文化チャンネル桜）※田母神裁判傍聴取材報告

### ラジオ
- 遠山清彦のピースPEACEピース（ラジオ日本） - 2007年8月1日